# Sabahotang
Sabahotang is een bestuurslaag in het regentschap Padang Lawas van de provincie Noord-Sumatra, Indonesië. Sabahotang telt 653 inwoners (volkstelling 2010).